# Дип (соус)

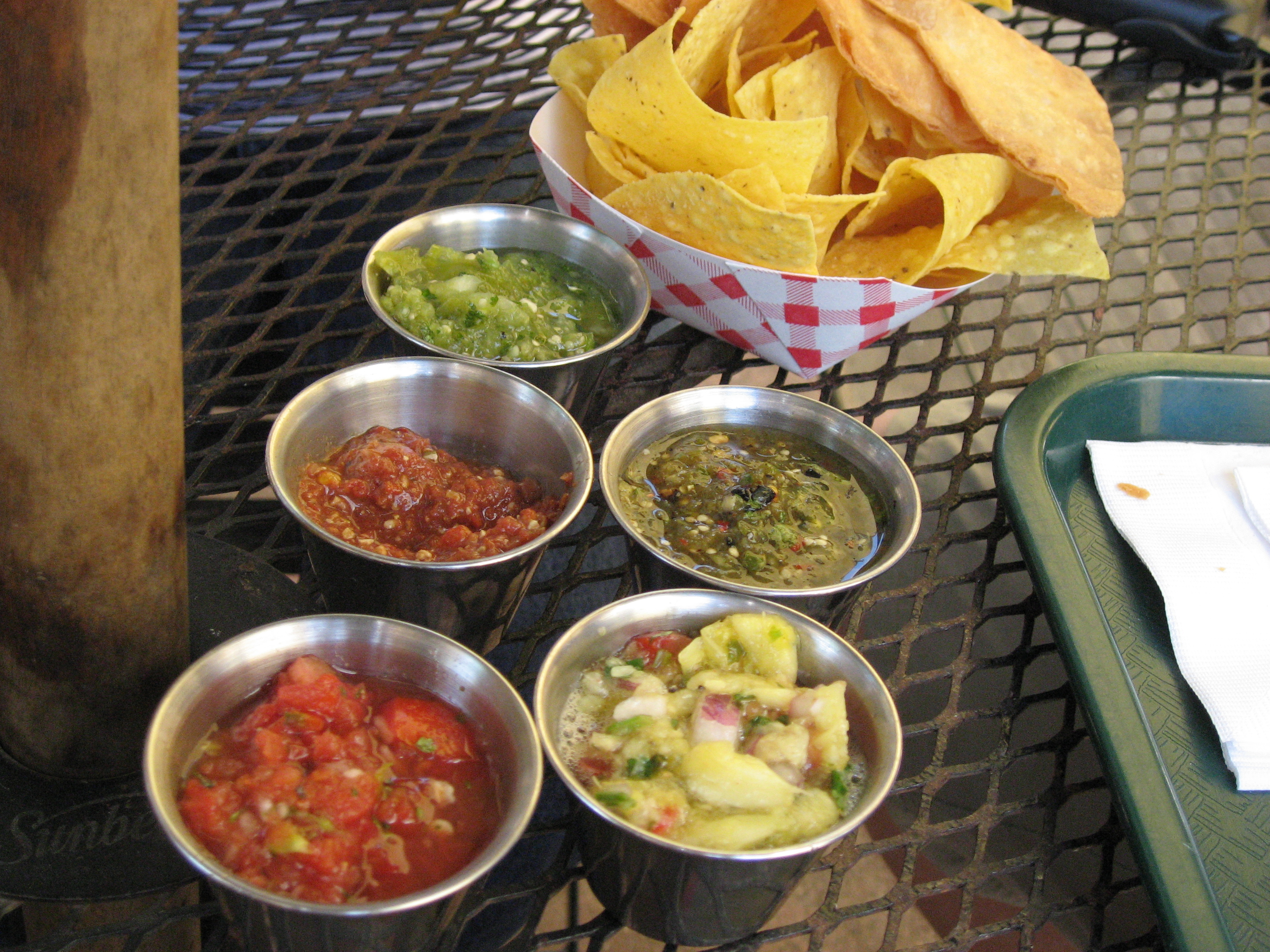
Различные виды дипов с чипсами начос

Дип (дип-соус, соус-дип; от англ. dip — «макать», «погружать», «окунать») — тип соусов, предназначенных для обмакивания в них еды, например чипсов, роллов, картофеля фри. Главное отличие от остальных соусов заключается в способе применения — не соусом поливают еду, а еду окунают в соус.  
Некоторые соусы могут использоваться и как дипы, и обычным образом, в зависимости от блюда; другие имеют какой-то один основной вариант использования. Таким образом, термин «дип» может относиться как к типу соуса, так и к типу его подачи.  
Использование дипов предполагает, что пищу едят руками или палочками. 

## Некоторые дипы
- К чипсам начос и другим чипсам: сальса, чили кон кесо, гуакамоле
- К картофелю фри: кетчуп, сырный соус, соус барбекю и другие.
- К блюдам китайской и японской кухни: соевый соус, соус хойсин и др.
- К блюдам индийской кухни: чатни